# 愛されたい YEAH, YEAH
『愛されたい YEAH, YEAH』（あい - イェー・イェー）は、FEEL SO BADの2作目のシングル。

## 概要
1枚目のアルバム『AFFECT ON YOUR BRAIN』先行シングル及びテレビ朝日系「Jリーグ中継」テーマ曲。アルバムに収録されているものは、｢愛されたい YEAH, YEAH (New Mix)｣であり、イントロの一部がカットされてある。 カップリングの「KICK START MY HEART」はロッテ「V.I.P」コマーシャルソング。

## 収録曲
全曲　作詞：川島だりあ　作曲：FEEL SO BAD　編曲：倉田冬樹
1. 愛されたい YEAH, YEAH
2. KICK START MY HEART